# 班加奇亚
班加奇亚（Pangachhiya）是印度西孟加拉邦西巴尔达曼县的一个城镇。总人口7668（2001年）。

## 人口
该地2001年总人口7668人，其中男性4138人，女性3530人；0—6岁人口950人，其中男515人，女435人；识字率61.98%，其中男性为70.49%，女性为52.01%。